# Havok (phần mềm)
Havok là một bộ ứng dụng tích hợp middleware được phát triển bởi công ty Ireland Havok. Havok cung cấp engine vật lý và các tính năng khác cho các trò chơi điện tử. Tháng 9 năm 2007, Intel công bố là đã ký thỏa thuận để mua lại Havok Inc. Năm 2008, Havok được vinh danh tại lễ trao giải Technology & Engineering Emmy Awards thường niên lần thứ 59 vì đã thúc đẩy sự phát triển của các engine vật lý được sử dụng trong ngành giải trí điện tử. Tháng 10 năm 2015, Microsoft công bố là đã mua lại Havok.

## Sản phẩm
Bộ ứng dụng tích hợp middleware Havok bao gồm các thành phần sau:
- Havok Physics: Được thiết kế chủ yếu dành cho các trò chơi điện tử.
- Havok AI: được phát hành vào năm 2009, nó cung cấp khả năng tìm đường tiên tiến cho các trò chơi.
- Havok Cloth: được phát hành vào năm 2008, nó xử lý việc mô phỏng trang phục của nhân vật.
- Havok Destruction: cũng được phát hành vào năm 2008, nó cung cấp các công cụ để tạo ra các yếu tố môi trường có thể bị phá hủy hoặc biến dạng.
- Havok Animation Studio (đã dừng cung cấp)
- Havok Script (đã dừng cung cấp):
- Havok Vision Engine (đã dừng cung cấp)

## Ứng dụng

### Trò chơi điện tử
Kể từ khi được ra mặt vào năm 2000, Havok đã được sử dụng trong hơn 600 trò chơi điện tử.